# Żerdnik
Żerdnicy (łac. perticarii)– grupa dworskiej, książęcej ludności służebnej, która zajmowała się transportem i rozstawianiem namiotów podczas podróży księcia. Nazwa nawiązuje do żerdzi, na których owe namioty się wspierały. Istnienie żerdników poświadcza toponomastyka w postaci nazwy miejscowej Żerdniki.